# Limone di Siracusa IGP
Il limone di Siracusa IGP è il frutto appartenente alla cultivar femminello e ai suoi cloni, riferibili alla specie botanica Citrus limon (L.) Osbeck. Il femminello siracusano è la cultivar più rappresentativa d'Italia e produce tre fioriture: il primofiore (dal 1 di ottobre), il bianchetto (dal 15 di aprile) e il verdello (dal 1 di luglio). Il Disciplinare di produzione del Limone di Siracusa IGP dispone il divieto assoluto di applicare cere e fungicidi prima del confezionamento, pertanto il frutto certificato come Limone di Siracusa IGP è sempre commestibile, in ogni sua parte.

## Origini
La pianta del limone ha origini in Birmania, dove si trova allo stato selvatico: da qui ha attraversato il Medio Oriente, la Mesopotamia, la Palestina, fino al Mediterraneo, dove ha trovato le condizioni ottimali per il suo sviluppo. L'habitat naturale del limone risiede nella fascia compresa tra il 40º parallelo a nord e il 40º parallelo a sud: questa fascia include la California, l'Uruguay, l'Argentina, il Sudafrica e il bacino del Mediterraneo, in particolare l'Italia, la Spagna, la Grecia e la Turchia. Nel Cinquecento e nel Seicento, durante il regime monopolistico baronale delle coltivazioni di agrumi, l'utilizzo dei limoni continuò a rimanere confinato nella preparazione di cibi di lusso.
Iniziò a essere coltivato in maniera intensiva nel siracusano a partire dal XVII secolo, grazie all'opera dei Padri Gesuiti, esperti coltivatori. Il limone divenne allora una delle principali fonti di sostentamento del territorio, raggiungendo nel 1891 una produzione di circa 11.600 tonnellate. Il successo di questa coltivazione provocò la nascita, in Sicilia, di diverse aziende agrumarie, che estraevano l'agro-cotto, il citrato di calcio e l'acido citrico dal succo. Negli stessi anni il limone di Siracusa conobbe una notevole fortuna sui mercati esteri, soprattutto negli Stati Uniti e in Inghilterra, come confermano i dati della Camera di Commercio e Arti di Siracusa della seconda metà dell'Ottocento. I dati riguardanti i movimenti del porto di Siracusa dei primi del Novecento indicano, quali principali destinazioni estere di limoni, arance amare e dolci, agro di limone concentrato e citrato di calce, i porti di Trieste, Fiume, Glasgow, Londra, Liverpool, Manchester, Malta e Odessa.
A dispetto dei fenomeni di urbanizzazione e industrializzazione verificatisi a partire dal secondo dopoguerra, la coltura del limone è stata tutt'altro che abbandonata dal territorio siracusano, e rappresenta ancora oggi una importantissima realtà economica: Siracusa è considerata, in termini qualitativi e quantitativi, un punto di riferimento per il prodotto fresco sia sul mercato italiano sia sui mercati europei. Il 3 febbraio 2011 la denominazione “limone di Siracusa” è stata iscritta nel registro delle Indicazioni Geografiche Protette (IGP) – Regolamento (CE) n. 96/2011.

## Caratteristiche del frutto

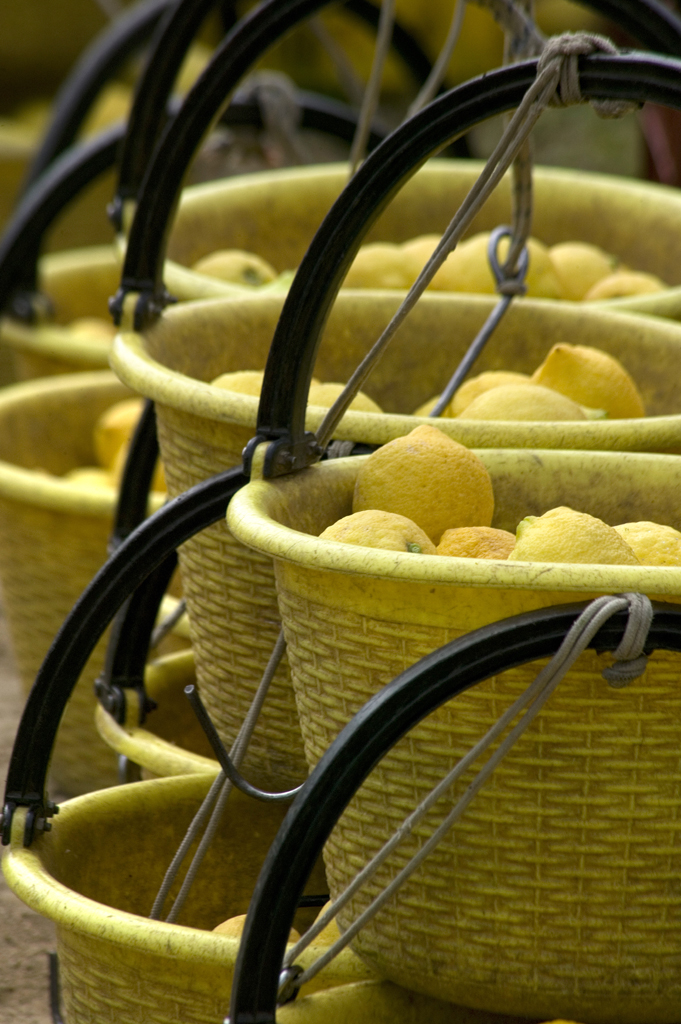
Ceste di limoni (in dialetto siciliano: panari)

Il limone di Siracusa IGP è caratterizzato da un elevato contenuto in succo e dalla ricchezza di ghiandole oleifere nella buccia, oltre che per l'alta qualità degli oli essenziali. La varietà siracusana di limone è denominata femminello per via della notevole fertilità della pianta, rifiorente tutto l'anno: il primofiore matura dal 1 di ottobre, ha forma ellittica, buccia e polpa di colore variabile dal verde chiaro al giallo-citrino, e succo giallo citrino; il bianchetto matura dal 15 di aprile, si presenta ellittico-ovoidale, con buccia giallo chiaro, polpa gialla e succo giallo-citrino; il verdello matura dal 1 di luglio, ha forma ellittico-sferoidale e colore della buccia verde chiaro, mentre succo e polpa sono giallo-citrino.
Il sesto d'impianto deve avere una densità massima di 400-500 piante per ettaro o di 850 unità nel caso di sesti dinamici. Gli impianti possono essere condotti con metodo convenzionale, integrato oppure biologico. Tutte le operazioni colturali vanno eseguite in modo tale che si mantenga il giusto equilibrio e sviluppo della pianta, che deve sempre essere soggetta a una corretta aerazione ed esposizione al sole. La raccolta dei frutti è manuale ed è effettuata, direttamente dalla pianta, con l'ausilio di forbicine per il taglio del peduncolo.
Grazie alle sue caratteristiche qualitative, il limone di Siracusa è utilizzato anche in ambiti diversi dalla commercializzazione del frutto fresco; essi riguardano, in particolare, i settori alimentare, medico-scientifico, cosmetico e profumiero, che si approvvigionano di succhi e oli essenziali attraverso le aziende di trasformazione.

## Capacità di produzione
Il limone di Siracusa rappresenta oltre il 30% dell'offerta nazionale di limoni. L'attuale bacino di consumo del limone di Siracusa è prevalentemente rappresentato dal mercato italiano della Grande distribuzione organizzata, in particolare del nord Italia; l'export intra-UE è diretto ai mercati di Germania, Austria, Francia, Regno Unito, Danimarca; il principale mercato extra-UE è la Norvegia. A partire dal riconoscimento dell'IGP (3 febbraio 2011), il Limone di Siracusa IGP è stato sempre più richiesto: 1.530.089 kg certificati nella campagna 2011/2012, 1.641.092 kg nella campagna 2012/2013 (+7,25% su base annua), 2.604.397 kg nella campagna 2013/2014 (+58,7% su base annua, +70,21% in valore assoluto), 2.472.100 nella campagna 2014/2015 (8-5,08% su base annua, +61,56% in valore assoluto), 3.608.822 kg nella campagna 2015/2016 (+45,98% su base annua, +135,85% in valore assoluto), 5.357.104 kg nella campagna 2016/2017 (+48,44% su base annua, +250,11% in valore assoluto), 6.431.717 kg nella campagna 2017/2018 (+20,05% su base annua, + 320,35% in valore assoluto). La commercializzazione del prodotto fresco negli imballaggi "Limone di Siracusa IGP" è riservato ai soci del Consorzio. Il prodotto è immesso in commercio come "Limone di Siracusa IGP": può essere commercializzato sfuso oppure confezionato in idonei contenitori di cartone, legno, plastica oppure in reti e borse con banda plastica attaccata alla rete. Le categorie commerciali per il consumo allo stato fresco sono esclusivamente la Extra e la Prima, mentre per la realizzazione di prodotti trasformati sono ammesse anche le categorie inferiori, soggette in ogni caso alle medesime disposizioni del Disciplinare di produzione.

## Impieghi del prodotto
Il succo e la buccia del limone di Siracusa sono riconosciuti come pregiati e richiesti da aziende leader nel settore alimentare, per la realizzazione di gelati, caramelle, prodotti da forno, bevande alcoliche e analcoliche, liquori, limoncelli, marmellate, e un vastissimo insieme di semi-lavorati. Gli oli essenziali sono molto richiesti nel mondo della cosmesi e dalle più importanti case profumiere del mondo.

## Curiosità e folclore

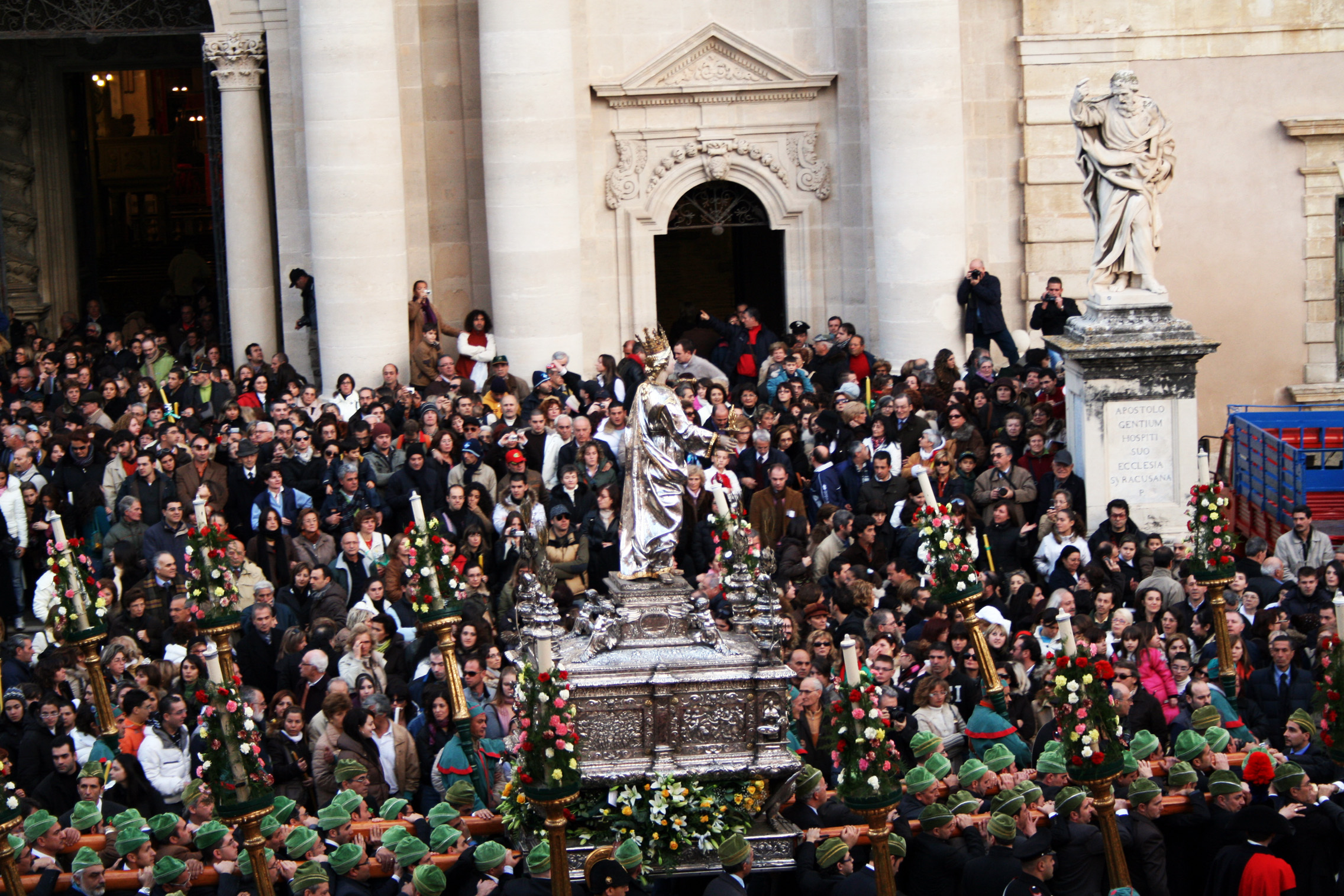
La festa patronale di Santa Lucia a Siracusa

La città di Siracusa celebra ogni anno, il 13 dicembre, la festività patronale di Santa Lucia con una lunga processione da piazza del Duomo in Ortigia alla Chiesa di Santa Lucia al Sepolcro nello storico e omonimo quartiere. Otto giorni dopo, il 20 dicembre, la processione compie il percorso inverso. Il 13 dicembre, per tradizione, i grossi ceri agli angoli del simulacro argenteo vengono ricoperti da trionfi di fiori, mentre il 20 dicembre viene affiancato da ceri adornati da limoni e arance. Il dono delle primizie alla Santa siracusana, oltre al valore estetico, aveva un suo significato: rappresentava il percorso della processione dalla campagna verso la città, quando l'area di piazza Santa Lucia alla cosiddetta Borgata rappresentava il confine a nord del territorio urbanizzato, e all'isola di Ortigia era riservata la definizione di "città".

## Limoni (IGP) nell'Unione Europea
L'Italia ha una superficie investita a limone di 16.693 ettari. Il limone di Siracusa rappresenta oltre il 30% della intera produzione nazionale con una superficie di circa 6.000 ettari. La zona di produzione comprende la fascia costiera di 10 comuni in provincia di Siracusa, in Sicilia: Augusta, Avola, Melilli, Noto e la stessa Siracusa, a cui si aggiunge parte del territorio interno appartenente ai comuni di Floridia, Solarino, Priolo Gargallo, Rosolini e Sortino.
Queste le superfici dei limoni a Indicazione Geografica Protetta nell'Unione europea:
| Varietà IGP                   | Provenienza | Superficie in ettari (Ha) |
| ----------------------------- | ----------- | ------------------------- |
| Limone di Siracusa            | Italia      | 6.000                     |
| Citricos Valencianos          | Spagna      | 3.300                     |
| Limone Interdonato di Messina | Italia      | 950                       |
| Limone di Sorrento            | Italia      | 400                       |
| Limone di Amalfi              | Italia      | 400                       |
| Limone Femminello del Gargano | Italia      | 400                       |
| Citrinos do Algarve           | Portogallo  | 320                       |
| Limone di Rocca Imperiale     | Italia      | 200                       |
| Citron de Menton              | Francia     | N/A                       |

L'Unione europea vanta nove denominazioni (IGP) per il limone: sei di esse sono state ottenute dall'Italia, una dalla Francia, una dalla Spagna ed una dal Portogallo. Oltre al limone di Siracusa, le denominazioni italiane comprendono il limone di Sorrento, il limone Costa d'Amalfi, il limone Interdonato di Messina, il Femminello del Gargano, e il limone di Rocca Imperiale. La denominazione francese è il Citron de Menton. La denominazione spagnola è il Citricos Valencianos, mentre in Portogallo è protetta la varietà Citrinos do Algarve.

## Il Consorzio di Tutela

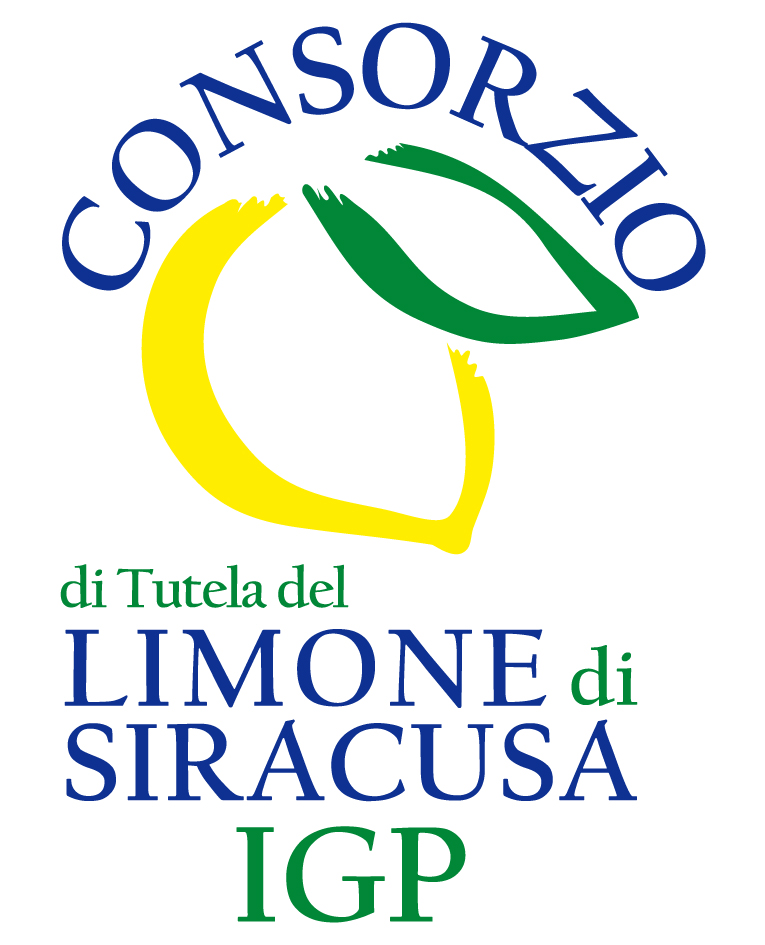
Logo del consorzio

Il Consorzio di Tutela del Limone di Siracusa IGP è stato costituito il 13 luglio del 2000, non ha scopi di lucro e non esercita attività commerciali. 
Tra i suoi compiti principali, il Consorzio:
- individua le zone di produzione e le varietà da sottoporre a tutela;
- svolge attività di vigilanza nella zona di origine e sui mercati per il corretto uso della denominazione “Limone di Siracusa IGP”;
- realizza iniziative e campagne promozionali in Italia e all'estero, finalizzate alla diffusione della conoscenza e dell'immagine del prodotto e del marchio IGP.

.